# David Ramos Guillén
David Ramos Guillén (Estepona, Málaga, 19 de agosto de 1997) es un futbolista español que juega como mediocampista en el AD Ceuta de la Primera Federación.

## Trayectoria
Natural de Estepona, Málaga, Ramos ingresó en la Academia del Málaga CF en categoría Cadete y debutó con apenas 17 años en el Atlético Malagueño durante la temporada 2014-15. Tras dos temporadas curtiéndose en el Grupo IX de la Tercera División de España donde acumuló 78 partidos, logra el ascenso a Segunda División B y debuta en la categoría de bronce en la temporada 2018-19, disputando 27 encuentros.
El 6 de julio de 2019, firma por la UD Melilla de la Segunda División B, en que juega durante media temporada disputando un total de 22 partidos.
El 31 de enero de 2020, firma por el Betis Deportivo Balompié de la Tercera División de España. Antes del parón por la Covid-19, Ramos jugó nueve partidos con el filial y, de vuelta a la competición, ascendió a Segunda División B y fue convocado en tres ocasiones por el primer equipo verdiblanco.
En la temporada 2020-21, jugó con el filial verdiblanco en la categoría de bronce con el que disputó 24 partidos y colaboró en el ascenso a la Primera RFEF.
El 25 de julio de 2021, firma por la UD Logroñés de la Primera RFEF, con el que disputó 32 partidos.
El 23 de julio de 2022, firma por el San Fernando C. D. de la Primera Federación.
El 27 de enero de 2025, firma hasta final de temporada por la AD Alcorcón de la Primera Federación tras llegar libre de la AD Ceuta. 

## Clubes
| Club                     | País   | Año           |
| ------------------------ | ------ | ------------- |
| Atlético Malagueño       | España | 2016-2019     |
| UD Melilla               | España | 2019-2020     |
| Betis Deportivo Balompié | España | 2020-2021     |
| UD Logroñés              | España | 2021-2022     |
| San Fernando C. D.       | España | 2022-2024     |
| AD Ceuta                 | España | 2024-2025     |
| AD Alcorcón              | España | 2025-presente |